# El Kharrouba
 (mars 2023).
La mise en forme du texte ne suit pas les recommandations de Wikipédia : il faut le « wikifier ».
Les points d'amélioration suivants sont les cas les plus fréquents. Le détail des points à revoir est peut-être précisé sur la page de discussion.
- Les titres sont pré-formatés par le logiciel. Ils ne sont ni en capitales, ni en gras.
- Le texte ne doit pas être écrit en capitales (les noms de famille non plus), ni en gras, ni en italique, ni en « petit »…
- Le gras n'est utilisé que pour surligner le titre de l'article dans l'introduction, une seule fois.
- L'italique est rarement utilisé : mots en langue étrangère, titres d'œuvres, noms de bateaux, etc.
- Les citations ne sont pas en italique mais en corps de texte normal. Elles sont entourées par des guillemets français : « et ».
- Les listes à puces sont à éviter, des paragraphes rédigés étant largement préférés. Les tableaux sont à réserver à la présentation de données structurées (résultats, etc.).
- Les appels de note de bas de page (petits chiffres en exposant, introduits par l'outil «  Source ») sont à placer entre la fin de phrase et le point final[comme ça].
- Les liens internes (vers d'autres articles de Wikipédia) sont à choisir avec parcimonie. Créez des liens vers des articles approfondissant le sujet. Les termes génériques sans rapport avec le sujet sont à éviter, ainsi que les répétitions de liens vers un même terme.
- Les liens externes sont à placer uniquement dans une section « Liens externes », à la fin de l'article. Ces liens sont à choisir avec parcimonie suivant les règles définies. Si un lien sert de source à l'article, son insertion dans le texte est à faire par les notes de bas de page.
- La présentation des références doit suivre les conventions bibliographiques. Il est recommandé d'utiliser les modèles {{Ouvrage}}, {{Chapitre}}, {{Article}}, {{Lien web}} et/ou {{Bibliographie}}. Le mode d'édition visuel peut mettre en forme automatiquement les références.
- Insérer une infobox (cadre d'informations à droite) n'est pas obligatoire pour parachever la mise en page.

Pour une aide détaillée, merci de consulter Aide:Wikification.
Si vous pensez que ces points ont été résolus, vous pouvez retirer ce bandeau et améliorer la mise en forme d'un autre article.
El Kharrouba (الخروبة en arabe ) est une commune d'Algérie située dans la wilaya de Boumerdès, dans la daïra de Boudouaou.

## Situation
La commune se situe au sud de la wilaya de Boumerdès. Elle dépend de la daira de Boudouadou.
| Ouled Moussa             | Ouled Moussa     | Bouzegza Keddara |
| Larbatache, Ouled Moussa | El Kharrouba     | Bouzegza Keddara |
| Larbatache               | Wilaya de Bouira | Wilaya de Bouira |

## les cités et villages de la commune
Mhenni Moussa - Kallache Brahim
Akhezroune Tahar - cité sfina -- cité Kendil
Haouch tous - Osmani Youcef - Djelloula - Bennourah - Boudeghaghen - Ouled Arab - Tamadri -Bensar  - Issoghla - Djeraidia - Bounashen - Ouarkess -  Korilla -El Hemadcha -  Boumelal - Sidi Aissa - Ait Khellil - Ouled el Bey - Mehanna - Mezahem - Demamaia - Tala Mendil - Haouch el Bouchet -  

## Climat
La commune de kharrouba est caractérisée par un climat méditerranéen (hivers froids et humides et étés chauds et secs, marqué par une sécheresse estivale, des hivers doux, un ciel lumineux et dégagé. En revanche, la région est bien arrosée pendant l'hiver.La pluviométrie est irrégulière et varie entre 500 et 1 300 mm/an.
Avec une pluviométrie moyenne égale à 900 mm/an. Les amplitudes thermiques annuelles sont en général faibles dans la commune ;  La température moyenne est de 22°.

## Hydrographie
le barrage de keddara est un barrage de type remblai, située sur le territoire de la commune d'El Kharrouba, dans la wilaya de Boumerdès, en Algérie. Il est construit entre 1982 et 1987. D'une hauteur de 106 m et d'une capacité de 142,39 millions m3.
le nouveau réservoir de 1000 M3. , doit résoudre le problème d'alimentation en eau potable dans la commune de kherrouba.

## Mont Bouzegza

Mont BOUZEGZA

- - Le barrage de Keddara est situé dans la Wilaya de Boumerdes, à 8 km au Sud de Boudouaou et à 35 km à l’Est d’Alger. Il fait partie de l’aménagement Isser-Keddara. Sa retenue est alimentée par les apports des oueds Keddara, El Haad et par la galerie de transfert provenant du barrage Hamiz. il est destiné à satisfaire les besoins en eau potable des agglomérations Algéroises et d'une grande partie de la ville de Boumerdes.

- Le barrage dispose d'une capacité de 142,39 millions de m3.

- - Keddara Bouzegza est réputée pour ses majestueuses montagnes, elle a tous les atouts lui permettant de devenir une destination touristique.

- Une vue panoramique sur le barrage d’eau de la localité, est devenu un site idéal de repos pour les amateurs de balades en haute montagne.

- Outre les singes magots, on y vient aussi pour respirer l’air frais et admirer les sites rocheux de la région.

## Infrastructure

### Ressources hydriques
La commune possède en son territoire un des plus grands barrage de la région centre, en l'occurrence le barrage de Keddara au pied du mont Bouzegza, qui la départage en deux parties.

### Routes
La commune de Kharrouba est desservie par une ancienne route nationale  très vétuste mal entretenue , supprimée au niveau du début du mur de barrage de keddara
- Route nationale : RN 29 (Route de Lakhdaria).
- Route de wilaya : w122  (Route de Boudouaou).

### Zone industrielle
Elle s’étend sur plus 6 hectares avec 36 lots

#### Entreprises
- FIG Industrie graphique
- SARL HILAL PLASTIQUE
- Sarl SOBCO 1 (Palmary)
- Société Zemzem El-abyad
- AFITEX ALGÉRIE
- USINE AF ALG
- Société Zemzem El-abyad

## sport

### football
terrain inexistant

## Les infrastructures

### scolaires
- Un lycée  lycée Abdelaziz El-Kebir عبد العزيز الكبير
- CEM Bentalha متوسطة محمد بن طلحة
- CEM  TALBI Boualem  متوسطة المجاهد المتوفي طالبي بوعلام
- École 20 août 1955 ابتدائية 20 أوت
- École Tchoulak  ابتدائية تشولاق
- École primaire TAKALINE Brahim  ابتدائية تكالين ابراهيم

## Urbanisme
1 400 logements AADL
104 locaux commerciaux  à  Haouch tous

## Histoire

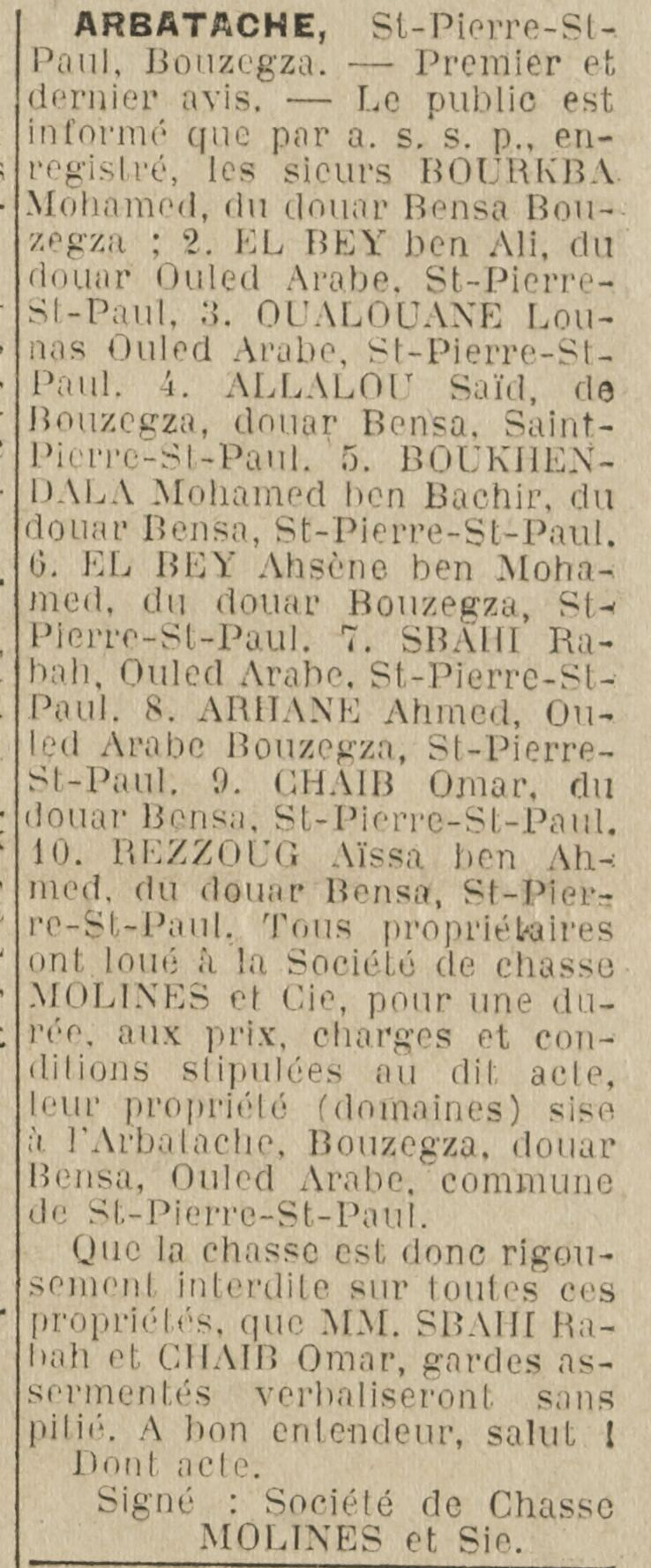
h

La commune est issue du découpage administratif de 1984, elle était intégrée auparavant dans celle d'Ouled Moussa.
Bataille de Kara Mustapha 1837
Le calife Ahmed Ben Salem partait des " monts Ammal " pour descendre par " Thénia " vers Boudouaou afin d'intercepter les soldats français qui escortaient des ouvriers routiers vers la région de Kabylie au cours de l'année 1840 .
Les forces françaises s'appuyaient sur la « division de garde-côtes » et la « division d'escorte de convoi » qui prenaient la région de Boudouaou et ses environs comme un couloir pivot pour la transporter vers la région de Kabylie.
Le camp de kara Mustapha a été assiégé au début de septembre 1840  par les soldats d '"Ahmed Ben Salem" qui sont partis du camp surplombant la vallée de Boudouaou.
L'administration d'occupation française s'est empressée d'envoyer le général Changarnier afin de briser le siège du camp de kara Mustafa et d'expulser Ahmed Ben Salem du camp de Boudouaou à l'est d'Alger.
L'armée française se réunit dans la région de El-Harrach le 18 septembre 1840, à sept heures du soir, pour partir au bout d'une heure et demie vers l'oued el-Hamiz dans le plus grand secret.
Les forces françaises atteignirent la rive ouest de la vallée de Boudouaou à l'aube du 19 septembre 1840  où les Algériens furent surpris pendant leur sommeil de se disperser dans toutes les directions et de couper la vallée vers sa rive orientale.

### Bataille de Bouzegza
Selon les rapports français, la bataille fait suite à une embuscade, conduite fin juillet 1957, près de Médéa, contre une section du 1er régiment étranger de parachutistes, qui leur coûte 14 soldats tués, et 8 blessés. Selon les Algériens, la cause est la capture de l'infirmier de l'unité locale de Lakhdaria, commandée par Si Boualem, pendant une action des Moudjahidines. Le prisonnier aurait donné le nom de Bouzegza aux Français, sachant que son unité n'y était pas, et ignorant la présence en ce lieu du commando Ali Khodja.

#### Le combat du 4 août
Malgré le nombre de ses soldats, et les moyens considérables qu'elle met en œuvre, l'armée française subit un lourd échec le 4 août. Le 2e escadron du 2e régiment de dragons, confondant le commando Khodja avec des soldats français, perd de nombreux hommes.
Le commandant Azzedine déclare en 2009 qu'un article du quotidien Le Monde, paru le lendemain de cet événement, fait état de pertes françaises de l'ordre de 600 morts, les combattants de la Wilaya IV déplorant selon lui, seulement quelques blessés. L'article du Monde en question, citant les autorités militaires françaises, mentionne en fait 21 tués et 18 blessés français. Selon l'historique du 2e dragons, les pertes sont de 29 tués, 12 blessés et 2 disparus.

##### Mardi 2 mars 1999
Deux citoyens, un directeur d’école et un enseignant tués à dans la région par des hommes armés.